# Зимин, Иван Никитич
Иван Никитич Зимин (1818 — 17 декабря 1887) — купец, предприниматель, старший сын Никиты Семёновича Зимина (1790–1866). Имел звание потомственного почётного гражданина. Создал прядильно-ткацкое товарищество под названием «Товарищества Зуевской мануфактуры И. Н. Зимина» рядом со станцией Дрезна, ещё до основания имея в собственности одну ситценабивную фабрику, которая передалась Ивану Никитичу по наследству.

## Предпринимательская деятельность
Иван Никитич быстро вошёл в дело после смерти отца. За всю свою жизнь он улучшал и модернизировал существующие фабрики, строил новые. Некоторые источники предполагают, что его деятельность в истории династии вошла как самая успешная и самая плодотворная.
Он первый основал фабрику в Дрезне, на маленькой, неразвитой станции. Это место было выбрано благодаря своим географическим особенностям: рядом была железная дорога, практически по всей местности были разбросаны торфяные болота, соответственно, было, где брать дешёвое топливо.
Благодаря ему в 1867 году мануфактура получила бронзовую медаль на Парижской выставке. В 1868 году Иван Никитич принял решение объединить уже имеющиеся предприятия в одну компанию, которая была названа «Зуевская мануфактура И. Н. Зимина». Через несколько десятилетий в 1884 году он основал паевое товарищество «Товарищество Зуевской мануфактуры И. Н. Зимина».
Во время нахождения Ивана Никитича на роли управляющего акционерным обществом, оно получило различные награды: две золотые медали на Всероссийской выставке мануфактур в Санкт-Петербурге в 1870, ещё две на Всероссийской политехнической выставке в 1872 году; на мануфактурной выставке в Москве в 1882 предприятие получило две серебряных медали.
Иван Никитич и издал первый устав для своих предприятий, где рассказал о правах и обязанностях рабочих и самой цели товарищества.

Цель учреждения товарищества, права и обязанности его
Для содержания и распространения действий красильной и ситценабивной фабрики, принадлежащей Павловскому посаду 1-й гильдии купцу Ивану Никитичу Зимину и находящейся [в] Московской губернии, Богородского уезда, при селе Зуево, учреждается Товарищество на паях под наименованием «Товарищество Зуевской мануфактуры Ивана Никитича Зимина».
Примечание 1-е. Учредитель Товарищества Павловского поссада 1-й гильдии купец Иван Никитич Зимин.
Примечание 2-е. Передача до образования Товарищества учредителем другим лицам прав и обязанностей по Товариществу и присоединение новых учредителей допускается не иначе, как и по испрошению на то, всякий раз, разрешения министра финансов.— Иван Никитич Зимин, Первая страница Устава, утверждённая самим Иваном Никитичем Зиминым в 1884 году
После смерти Ивана Никитича Зимина его дело досталось сыновьям, которые продолжили начинания своего отца. Спустя несколько десятилетий это товарищество стало одним из видных предприятий России, а Зимины получили всенародную славу. Сегодня многие жители городка Дрезна считают, что основанием города они обязаны Зиминым, с которыми этот город был тесно связан.
Многие жители и старожилы Дрезны рассказывают о Иване Никитиче, что он активно участвовал в жизни города. Так, он построил жилые казармы, две церкви, церковно-приходскую школы, две бани, больницу и продуктовую лавку. На таких делах город постепенно развивался, благодаря чему он напрямую обязан Ивану Никитичу Зимину.

#### Семья
- 1-й брак — Федосья Егоровна, урожд. Кононова (1829—1871)
  - сыновья: Леонтий (1849—1913), Григорий (1854—1918) вместе с мачехой — Евдокией Савватеевной — состояли в правлении Товарищества.
- 2-й брак — Евдокия Савватеевна, урожд. Козьмина, в перв. браке Любушкина (1845—1926) 
  - сыновья: Иван (1875—1922), Сергей (1876—1942), Александр (1878—1923), дочь — Любовь (1877[9][10]—1960), в 1-м браке Шибаева, во 2-м — замужем за певцом Назарием Райским.

## Памятник
В 2015 году на территории города Дрезны был построен памятник, в честь Ивана Никитича, цель которого — увековечить династию Зиминых и первого основателя дела. Мэр города Дрезны В. М. Цван заявил, что эту инициативу активно поддержали сами жители города. Для этого события был подобран участок для строительства и проведён конкурс для выбора исполнителя. Все расходы на себя взяла администрация города и потомок Ивана Никитича — Дмитрий Зимин.
По мнению жителя Дрезны это историческое события, потому что благодаря основателю первой фабрики Ивану Никитичу город развивался.
Память открыли Б. В. Егоров и В. М. Цветан, торжественно перерезав красную ленточку. После этого монумент был освящён Вячеславом Кузнецовым, настоятелем храма Великомученицы Параскевы д. Горбачиха.

## Галерея
- Корпус фабрики в Дрезне
- Первая страница устава 1884 года
- Фрагмент фабричной маркировки изделий фабрики